# Einsteinring
Een Einsteinring, ook wel Chwolsonring of Einstein-Chwolsonring, is een ring van licht die aan de hemel te zien is met een goede telescoop, zoals de Hubble Ruimtetelescoop. De ring wordt veroorzaakt door een zwaartekrachtlens. Het licht van een zeer verre bron buigt door de zwaartekracht om een sterrenstelsel (de gele objecten in de afbeelding hieronder) heen. Als de verre lichtbron, het sterrenstelsel en de waarnemer bij de aarde op één lijn staan is in sommige gevallen een ring waarneembaar, in plaats van een puntvormig object dat in de afwezigheid van de lens zichtbaar zou zijn. Deze ring is vernoemd naar Albert Einstein en Orest Chwolson.

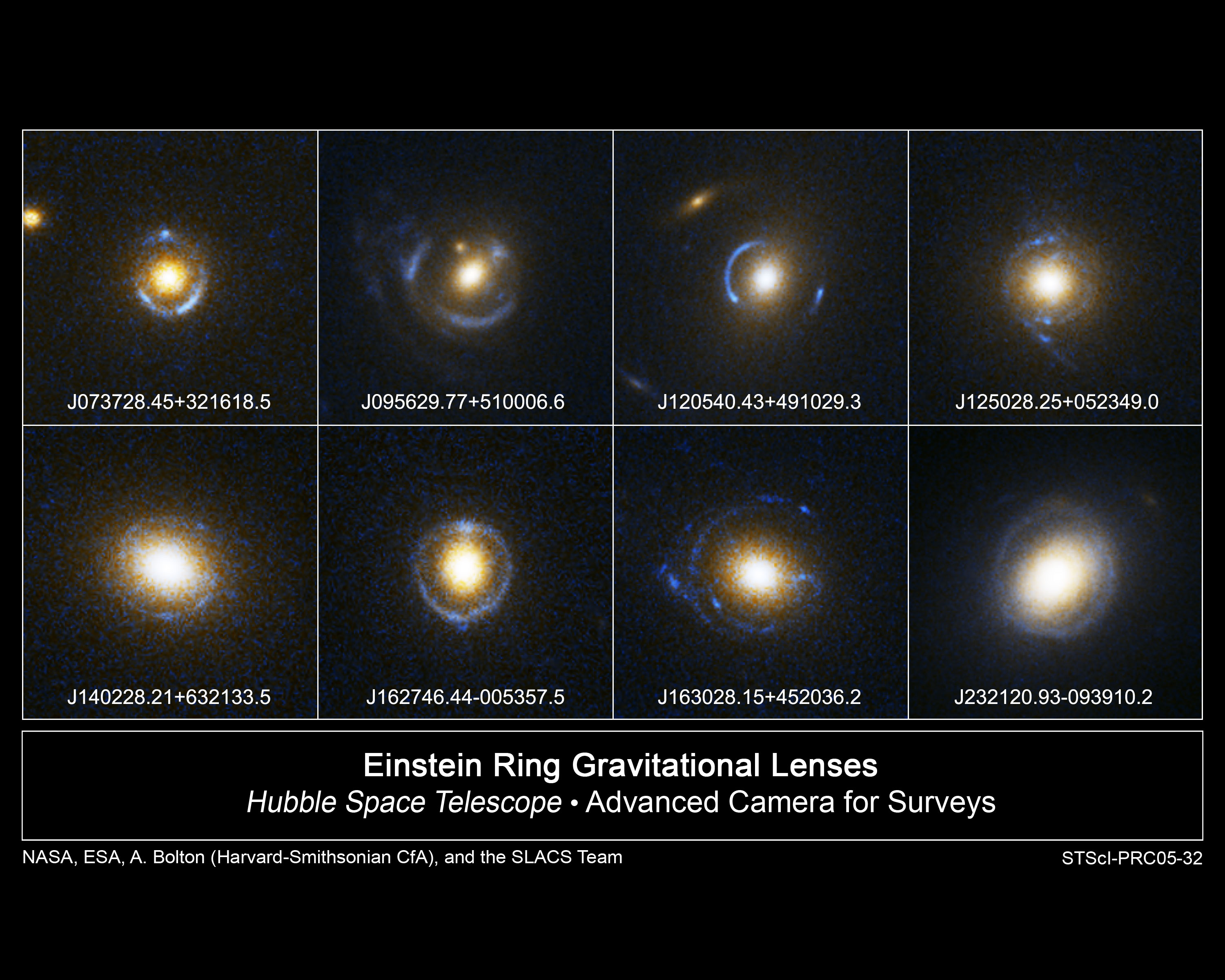
Acht voorbeelden van Einsteinringen, waargenomen met de Hubble Ruimtetelescoop in 2005.

## Ontdekking
De eerste Einsteinring, MG1131+0456, werd ontdekt in 1987 door Jaqueline Hewitt met het Very Large Array.

## Naamgeving
Einsteinringen zijn genoemd naar Albert Einstein, die het bestaan ervan heeft voorspeld in 1936. Dit volgt uit de Algemene relativiteitstheorie, die stelt dat niet alleen materie, maar ook licht (fotonen) worden beïnvloed door zwaartekracht. Einstein achtte destijds de aantoonbaarheid van de ringen zeer onwaarschijnlijk.

## Niet altijd ringvormig
Er zijn honderden sterrenstelsels — of clusters van sterrenstelsels — gevonden die werken als zwaartekrachtlens. Hiervan zijn enkele tientallen Einsteinringen. Het precieze effect van de lens op het licht dat eromheen buigt hangt af van de massaverdeling in het (cluster van) sterrenstelsels zelf. Een zwaartekrachtlens heeft lang niet altijd een perfecte ring tot gevolg; vaak wordt alleen een aantal verstoorde kopieën van de achterliggende bron waargenomen, soms in de vorm van bogen.
De eerst ontdekte complete Einsteinring was B1938+666

## Afstanden
De afstanden waar men aan moet denken bij de Einsteinring zijn enorm. Eén bepaalde Einsteinring staat op acht miljard lichtjaar afstand van de aarde, waarbij het licht afkomstig is van een sterrenstelsel op twaalf miljard lichtjaar afstand (DS). 